# Incendie de Valparaíso
L'incendie de Valparaíso est un feu de forêt qui s'est déclaré le 12 avril 2014 dans la banlieue de Valparaíso, la seconde ville du Chili. Parti de collines boisées dominant la ville, il gagne rapidement des zones habitées, forçant entre 6 000, et 10 000 personnes à être évacuées. L'incendie provoque la mort d'au moins quinze personnes,, la destruction de près de 2 500 habitations, laissant 11 000 personnes sans abris.

## Contexte
Une équipe d'enquêteurs chiliens (carabineros de Chile) est déployée sur place afin de déterminer l'origine de l'incendie. La police pense qu'il aurait démarré au sud de Camino La Pólvora, et au sud-ouest du cimetière Parque del Puerto. Le contact d'oiseaux qui se seraient posés sur des câbles électriques générant ainsi des étincelles causant l'incendie est également l'une des hypothèses adoptées.

## Déroulement

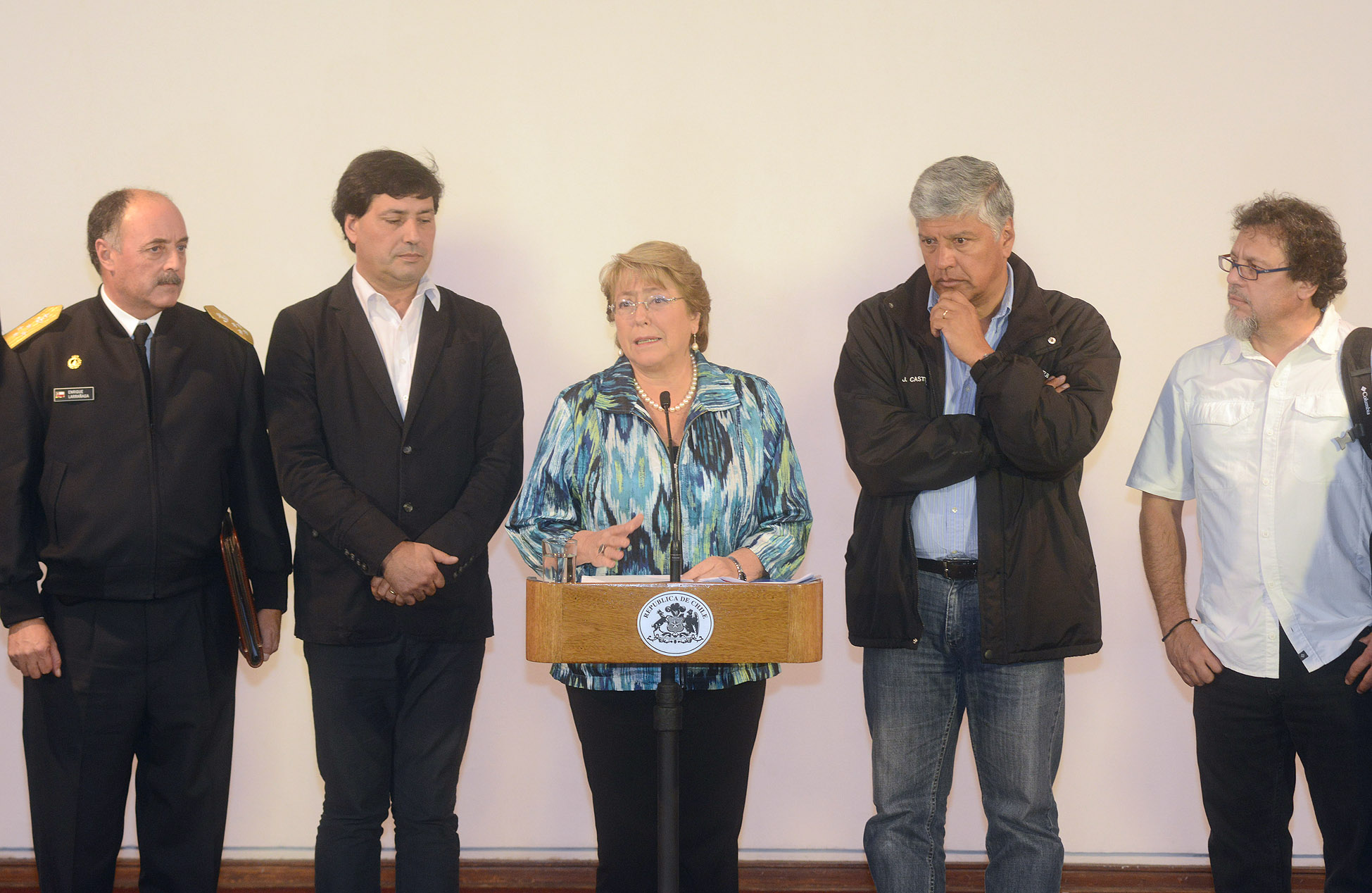
La présidente Michelle Bachelet lors d'une conférence de presse concernant l'incendie.

L'incendie démarre tôt dans la journée du 12 avril à 16 h 40 heure locale (19:40 UTC) dans la région de Camino La Pólvora près de la commune de Valparaíso. Une alerte rouge est émise par le service régional de Valparaíso (Intendencia de Valparaíso), l'ONEMI (Oficina Nacional de Emergencia del Ministerio del Interior), et le CONAF (Corporación Nacional Forestal). Les flammes, cependant, deviennent incontrôlables et frappent de nombreux foyers. De ce fait, le gouvernement chilien déclare l'état de catastrophe pour Valparaíso, et déploie l'armée chilienne afin de garantir la sécurité des habitants. De nombreux quartiers de la ville ont été évacués.
Durant l'incendie, six pannes générales de courant sont dénombrées entre 18 h et 1 h du matin heure locale, rendant plus difficile la visibilité des flammes. Cet incendie est considéré comme le pire jamais survenu dans l'histoire de la ville. La présidente Michelle Bachelet confirme qu'il s'agit « du pire cas d'incendie jamais survenu à Valparaíso. » Elle a également envoyé « un message de soutien à ces centaines de familles dont les maisons, les biens et les êtres chers ont disparu dans l'incendie. » Nombre d'habitants auraient succombé après l'inhalation de fumées toxiques, et les collines voisines de Mariposa et La Cruz sont les plus affectés.
L'ONEMI rapporte approximativement 850 hectares de végétation ravagés par les flammes, ainsi qu'une douzaine d'hélicoptères, notamment, déployés pour lutter contre l'incendie. Il y aurait au total 3 500 membres de la CONAF, des pompiers, des forces de l'ordre (carabineros de Chile), de l'armée, des médecins et de l'ONEMI engagés. L'ONEMI envoie également sur place des matelas, couvertures, de l'eau, des masques, des tentes et de la nourriture pour les victimes de l'incendie, temporairement installées dans trois écoles et une église.

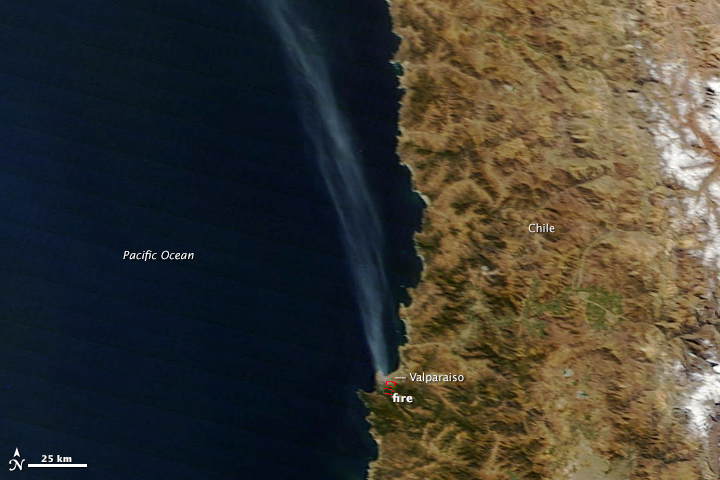
Image satellite de l'incendie de Valparaíso, le 13 avril 2014.

Les flammes localisées à Camino La Pólvora grandissent en intensité à la suite d'un autre incendie survenu à Fundo Las Cenizas, menant les autorités à la demande de pompiers supplémentaires. Avec des vents violents et un accès difficile, les flammes se distinguent à peine. De son côté, la Croix-Rouge chilienne lance une campagne de dons, Todos con Valparaíso y su gente (aidez Valparaíso et ses habitants), afin d'aider les victimes de l'incendie. D'autres ONG et institutions viennent également en aide aux victimes. Esval (une société locale en approvisionnement d'eau potable) annonce l'épuisement de ses stocks le 13 avril pour Achupallas, Reñaca Alto, Santa Julia, Villa Dulce Ampliación, Curauma, et Placilla de Peñuelas.
L'incendie frappe de nouveau Cerro Ramaditas, Rocuant, et Cuesta Colorada le 13 avril, entre 20 h 45 et 21 h 15 heure locale ; plus d'une centaine de foyers ont été détruits. Deux camions de pompiers entrent en collision dans la zone, et font deux blessés. Le 14 avril, soit deux jours après le déclenchement de l'incendie, 21 avions de lutte contre l'incendie sont mobilisés pour procéder à l'extinction du feu tandis que le gouvernement chilien annonce octroyer 500 millions de pesos chiliens (environ un million de dollars américains) à la commune de Valparaíso, en raison de la situation d'urgence.

## Réactions internationales
- Argentine : Du fait que les avions utilisés par le gouvernement chilien pour lutter contre le feu ne peuvent pas couvrir toutes les zones touchées, une aide internationale est demandée. Le gouvernement argentin annonce ainsi son intention d'envoyer au Chili des avions de lutte contre l'incendie, des casques et des équipes de travail[16]. Le chancelier Héctor Timerman exprime à son homologue chilien les « condoléances des Argentins et leur solidarité avec le peuple chilien[17]. »
- Brésil : La présidente brésilienne, Dilma Rousseff, exprime, lors d'un communiqué de presse, sa profonde solidarité pour les sinistrés, et sa solidarité pour les familles et les victimes[18].
- Colombie : La Colombie, par le biais de son ministère des Affaires étrangères, exprime sa solidarité avec le peuple chilien, ainsi qu'avec le gouvernement chilien. Dans le même communiqué de presse, la Colombie présente ses condoléances aux familles des victimes et offre son soutien afin d'« aider le peuple frère du Chili à surmonter les effets dévastateurs de cette terrible catastrophe[19]. » Le personnel du consulat de Colombie au Chili est également resté en contact avec les autorités chiliennes afin d'apporter une assistance rapide aux ressortissants colombiens qui auraient été touchés par l'incendie[20].
- Espagne : Le président du gouvernement espagnol, Mariano Rajoy, exprime sa tristesse, présente ses condoléances aux familles des victimes, souligne les bonnes relations entre les deux pays, et déclare également que « leur douleur est la nôtre. Nous, le peuple espagnol, nous sentons spécialement proches des Chiliens. Avec mes sentiments de plus grande considération et d'estime[21]. »
- Mexique : Le président mexicain Enrique Peña Nieto exprime sa tristesse pour l'incendie et offre sa solidarité et son soutien au peuple chilien[22].
- Panama : Le gouvernement panaméen exprime sa tristesse pour l'incendie et offre des couvertures pour les victimes[23].
- Salvador : Le chancelier du Salvador, Jaime Miranda, exprime sa sincère solidarité et celle de son peuple envers les victimes de l'incendie[24].
- Vatican : Le pape François envoie ses salutations et ses « sentiments de solidarité » pour les victimes de l'incendie[23].